# Дом ученика средњих школа Ниш
| Дом ученика средњих школа Ниш | |
|                               | |
| Врста:                        | Државна установа                                                                                              |
| Основан:                      | 7. новембар 1926.                                                                                             |
| Дан дома:                     | |
| Седиште:                      | Ниш, Косовке Девојке 6 · Србија                                                                               |
| Директор:                     | Сандра Поповић                                                                                                |
| Помоћници:                    | Бојан Милошевић, управник у објекту „Димитрије Туцовић“ Владимир Пејчић, управник у објекту „Стеван Синђелић“ |
| Број запослених:              | 52 |
| Број ученика:                 | 305+32 |
| Образовни профил:             | Четворогодишњи                                                                                                |
| Број објеката:                | Два |
| Веб презентација              | http://www.domucenikasrednjihskolanis.rs/                                                                     |

Дом ученика средњих школа Ниш је васпитно образовна установа намењена ученицима који похађају школу ван њиховог места боравка. У њему су за ову категорију средњошколаца обезбеђени: смештај, исхрана, услови за учење и реализацију образовних и васпитних активности и садржаја, забавни и спортски живот. О успеху образовно-васпитног процеса који се спроводи у Дому најбоље говори податак да су школску 2010/2011 годину, ученици завршили са просечном оценом 4,64.
Дом ученика средњих школа Ниш, наставља традицију Енглеско-српског дечјег дома, основаног 1926. у нишком насељу Јагодин-мала, и мисију доброчинства Српског потпорног фонда у Лондону, иницијатора „градитеља“ и оснивача Дома.

## Називи
Енглески дом • Енглеско-српски дечји дом у Нишу • Дом средњошколске омладине „Стеван Синђелић“ • Дом ученика средњих школа Ниш

## Намена
Дому ученика средњих школа Ниш, у складу са Законом о ученичком стандарду Републике Србије, је школска установа која је првенствено намењена да обезбеђује; смештај, исхрану и васпитни рад ученицима средњих школа и деци са посебним потребама на осмогодишњем и средњем школовању. За ту намену у свом саставу Дом има два објеката у граду, намењена да током једне школске године обезбеде смештај за 309 ученика који редовно похађају неку од нишких средњих школа, и 32 (33) ученика основних и средњих школа са посебним потребама, а немају пребивалиште у Нишу.
За услуге у оквиру основне делатности установе, ученици се бирају по конкурсу. Значајан број штићеника, припада ученицима који похађају неку од школа за дефицитарна занимања. Смештај ученика у Дому организује се одвојено према полу и узрасту, у складу са могућностима установе.
За време празника и распуста, када ученици не бораве у њему, поједини делови објеката Дома стављају се у функцију смештаја организованих група, а неки од њих су организовани и као хостели.
Програмска служба Дома током целе године осмишљава и организује различите спортско-рекреативне, културно-образовне и забавне програме како за ученике, тако и за друге кориснике објеката. У том циљу Дом се бави и другим делатностима: пропагандом, издаваштвом и маркетингом у циљу попуњавања свих расположивих капацитете.

## Историја
Први светски рат и окупација однеле су око милион и по живота, трећину српског становништва, а земља је претрпела огромну материјалну штету. Огромна ратна разарања којима је Ниш, и његова шира околина, био изложен у Првом светском рату, била су праћена великим бројем погинулих, умрлих од заразних болести и осакаћених, након ослобођења града 1918. године. Стање у граду било је стравично. Посебан траг у Нишу оставила је велика епидемија тифуса, праћена великим бројем умрлих. Улицама је тих послератних дана бесциљно лутао велики број деце, ратне сирочади, у потрази за храном и смештајем.
Имајући у виду тешко стање у граду, нишки председник општине обратио се за помоћ приватном и независном хуманитарном удружењу, Српском потпорном фонду у Лондону са предлогом да се он прихвати помоћи и издржавања многобројне сирочади, која је само мањим делом била прикупљена и смештена у тзв „Дому сирочади код нишког старог гробља“.
| „ | Карингтон Вајлд је Србију упознала током Балканских ратова, а од септембра 1914. године руководила је Српским потпорним фондом који је бринуо о школовању српске омладине у Лондону. Пре него што ће овај фонд бити угашен утапањем у званични државни програм помоћи Србији, Вајлдова оснива посебан приватни фонд – за изградњу дома за српску ратну сирочад у Нишу. Добротворка је сваке друге године долазила у Ниш и доносила помоћ прикупљену у Енглеској. Вајар Славко Милетић у знак захвалности, направио је бисту Карингтон Вајлд која је, на иницијативу Нишлија, откривена испред Енглеско-српског дома 1940. године. После Другог светског рата биста је уништена, а нова, према сачуваном гипсаном моделу, постављена је пре неколико година. | ” |

Тако је захваљујући разумевању чланова Српског потпорног фонда у Лондону, основано посебно одељење за помоћ српској деци, које је прихватило и управу над „Нишким домом сирочади“. За управницу дома Фонд је поставило Енглескињу госпођицу Флоренс Мо, која је од 1919. године управљала заједно са Енглескињом Џин Ранкин. Обе су биле учеснице Балканских ратова и Првог светског рата, ангажоване као санитетске сестре у српској и савезничким војскама, и обе су прошле и Албанску Голготу и пробој Солунског фронта.

### Дом од оснивања до октобра 1944.
Енглескиње Флоренс Мо и Џин Ранкин, након што су се увериле у тешку ситуацију у нишким дечјим домовима, покренуле су иницијативу и захтевале од нишког епископа Доситеја и Лондона, да се у граду Нишу подигне нова зграда дома за сирочад. Како је одговор из Лондона био позитиван, започета је изградња Дома у Јагодин-мали у Нишу, на црквеном имању, које је уступила управа цркве Светог Пантелејмона у Нишу.
Изградњу и опремање дома на себе је преузео Централни одбор Енглеско-српског дечјег дома у Нишу, који је старање око реализације пројекта препустио мис Флоренс Мо и предратном српски дипломата у Лондону Александру Јовичићу који је у име Српског потпорног фонда непосредно руководио и надгледао подизање овог здања.
Дом је изграђен и освећен 7. новембра 1926. Госпођа Карингтон Вајлд је тим поводом допутовала у Ниш, да би са високим изасланицима енглеске и српске владе обележила свечано отварање дома. Кнегиња Олга и кнез Павле Карађорђевић су својим личним присуством увеличали скуп, „што је допринело великом слављу целе нишке вароши“.
Зграда Енглеско-српског дечјег дома у Нишу имала је два спрата, са посебним просторијама за мушку и женску децу, заједничку трпезарију, игралиште и башту у којој су деца гајила поврће и цвеће. Дужност управника дома од 1919. до 1927. године обављала је Флоренс Мо.
Подаци о раду дома до Другог светског рата су јако оскудни. На почетку ток периода Дом је примио педесет дечака и девојчица, старости од пет до двадесет година, али врло брзо их је било преко двеста. Према једном извештају из 1929. кроз Енглеско-српски дечји дом у Нишу, прошло је 185 штићеника.
По капитулацији Југославије доласку окупатора, Немаца и Бугара у Ниш 1941. године, Енглеско-српски дечји дом је коришћен за потребе Немачке Немачке. Како су године 1941. одбиле налог немачких снага да напусте Ниш, Флоренс Мо и Џин Ранкин су једно време током Другог светског рата, биле и заточене у логору на Црвеном крсту у Нишу.

### Дом од1945. до данас
Након завршетка Дугог светског рата, Енглеско-српски дечји дом у Нишу, који је двадесет година (1926-1946) био под енглеском управом, предат је на управљање Федеративној Народној Републици Југославији. Након преузимања, од новостворене народне власти, дом је добио назив Дом средњошколске омладине „Стеван Синђелић“. У њему су 1945. године претежно смештена деца палих бораца, као деца сиромашних родитеља узраста од 5 до 20 година. Штићеници Дома су похађали основну школу, школе ученика у привреди и неку од средњих школа.
Првобитни капацитет Дома од 80 места врло брзо је прерастао потребе, па је у Дому смештено и до 140 деце. Накнадним преуређењем помоћне зграде у дворишту Дома, обезбеђено је још 20-25 места.
У првом кварталу 1946. године за директора дома је постављен М. Миловановић, који је на овој дужности остао до краја 1946. године. У Дому, те године још увек су биле; једна од оснивачица Дома Флоренс Мо и још три енглескиње Ранке, Гана и Герам, које су обављале дужност васпитачица и административних радница.
Следе нови директори дома: Димитрије Петровић, Драгољуб Стојановић, Бора Димитријевић, Сретен Јовић, Маријa Ранђеловић и други све до данашњег директорке Сандре Поповић.
Тих поратних година Дом је био стециште дечака и девојчица, деце погинулих бораца Народноослободилачке борбе народа Југославије и жртава фашистичког терора из свих крајева тадашње Југославије. Захваљујући старању у овом Дому велики број деце, успешно је завршио своје школовање и данас обавља или је обављао значајне дужности на просторима бивше СФР Југославије.
Године 1950. након укидања неколико интерната школске омладине, део ученика је премештен у Дом средњошколеске омладине „Стеван Синђелић“.
Објекат „Димитрије Туцовић“, који се данас налази у саставу Дома, саграђен је 1946. године. По оснивању једно време био је Железничка школа са интернатом за ученике. Године 1965. Након извршена адаптација и у један део објеката смештена је Гимназије „Светозар Марковић“, а друга половина је наставила да ради као интернат за смештај ученика. Дом је у 2005. години у целости реновиран, у складу са савременим потребама за ову врсту установа.
| „ | Ускоро ће сто година од почетка Првог светског рата и оснивања Српског потпорног фонда и скоро деведесет година од времена кад је Енглеско–српски дом у Нишу примио своје прве штићенике. Дом, већ дуго година интернат за средњошколце, истрајава у очувању традиције да упркос тешким временима, широко отворених врата и великог срца прими све оне којима је потребан кров над главом, али и много више од тога. Историја се често понавља, па тако су тај дом и други домови Ниша, отворили врата пред још једном олујом. Олујом, која је изненада донела нове станаре — колоне избеглица са простора бивше Југославије. | ” |

## Организација
У Дому је запослено 52 извршиоца на неодређено време. Кадровска структура запослених је следећа: са високом школском спремом 22, вишом 4, петим степеном 1, средњом спремом 5, трећим степеном 8, другим степеном 6 и са првим степеном 6. Сви запослени су по врсти послова систематизовани Правилником o организацији и систематизацији послова и задатака распоређени у неколико организационих јединица у Дому.

### Дом средњошколске омладине „Стеван Синђелић“
Објекат Дом ученика „Стеван Синђелић“, познатији међу нишлијама као „Енглески дом“, основан 1926. године, најстарији је објекат у саставу установе. Дом је првобитно био намењен за смештај сирочади из Балканских ратова и Првог светског рата, а 25 година касније и деце из Другог светског рата.
Дом је првобитно био намењен за смештенај и школовање деце у Нишу, узраста од 6 до 20 година. Двадесет година објакат је под називом „Енглеског дома“ био под енглеском управом, да би по завршетку Другог светског рата био предат на управљање Федеративној Народној Републици Југославији. У овом организационом облику и намени Дом је функционисао неколико година, да би му намена била преиначена у установу за смештај и васпитање ученика, који долазе из места која не припадају општини Ниш, да у Нишу похађају неку од средњих школа.
До данас објекти у саставу овог дома су више пута реконструисани у складу са потребама и материјалним могућностима времена у којем се живело. У двадесет соба, четворокреветних и шестокреветних и у двема двокреветним собама (намењеним награђеним ученицима), укупни смештајни капаците дома је 96 места.
Ученици имају заједничку просорију са ТВ-ом и компјутерима, намењену за културно-забавни живот, затим просторију за учење у којој се налази библиотека опремљена школском лектиром и неопходном литературом. Такође, у дому се налази теретана опремљена потребним и адекватним справама.
Рад у објекту организован је у четири васпитне групе са по 24 ученика у групи, „који су под сталним надзором 4 васпитача, који пружају помоћ при учењу, старају се о редовности похађања наставе, о безбедности и здрављу ученика“. Посебна пажња се поклања и слободном времену ученика тако да се у Дому веома успешно реализује рад у петнаестак секција: фудбал, стони-тенис, стрељаштво, одбојка, кошарка, шах, фолклор, музичка (класична, етно и популарна), модеран плес, драмско-рецитаторска, литерарна, естетско уређење дома, фото секција, ликовна и примењена уметност.
У овом Дому, у коме су углавном смешени одлични ученици, већина ученика похађа Уметничку и Музичку школу, затим Грађевинску, Економску, Угоститељско-туристичку, Гимназије, Школу моде и лепоте.
|  |  |  |

### Дом ученика „Димитрије Туцовић“
Објекат Дом ученика „Димитрије Туцовић“ изграђен је 1946. године, за потребе Железничке школе са интернатом за ученике.
Токо 1965. извршена је подела зграде на приближно два једнака дела и њена адаптација за потребе Гимназије „Светозар Марковић“ и интерната за смештај ученика.
Дом је поново реновиран 2005. године, и тада је опремљен углавном трокреветним собама са сопственим купатилом, и пратећим просторијама са следећим садржајима: клуб, тв-сала, теретана, конференцијска сала (у којој се одржавају филмске вечери, трибине и предавања), библиотека (у којој ученици могу да уче и позајмују неопходну школску литературу), трпезарија за обедовање.
Године 2011. завршена је, претходне године започета надградња објекта, чиме су капацитети проширени за још 50 места, тако да у дому данас има места за 241 ученика.
Рад у објекту организован је у шест васпитних група са по 22 до 24 ученика у групи. Посебна пажња се поклања и слободном времену ученика тако да се у Дому веома успешно реализује рад у петнаестак секција: фудбал, стони-тенис, стрељаштво, одбојка, кошарка, шах, фолклор, музичка (класична, етно и популарна), модеран плес, драмско-рецитаторска, литерарна, естетско уређење дома, фото секција, ликовна и примењена уметност.
У Дому борави и 30-33 ученика ометених у развоју, школе „14. октобар“ из Ниша, о којима брину васпитачи дефектолози у четири васпитне групе.

### Службе
Дом ученика средњих школа у Нишу обавља делатност преко следећих служби:
- Васпитне службе
- Службе исхране
- Финансијске службе
- Службе за хигијенско-техничко одржавање

У наведеним службама Дома, запослено је 52 лица, са следећом школском спремом: 22 високом, 4 вишом, 1 петим степеном, 5 средњом, 8 трећим степеном, 6 другим степеном и 6 првим степеном.